# 2524 Budovicium
2524 Budovicium (1981 QB1) là một tiểu hành tinh vành đai chính được phát hiện ngày 28 tháng 8 năm 1981 bởi Vavrova, Z. ở Klet.